# St. Maria (Biel)

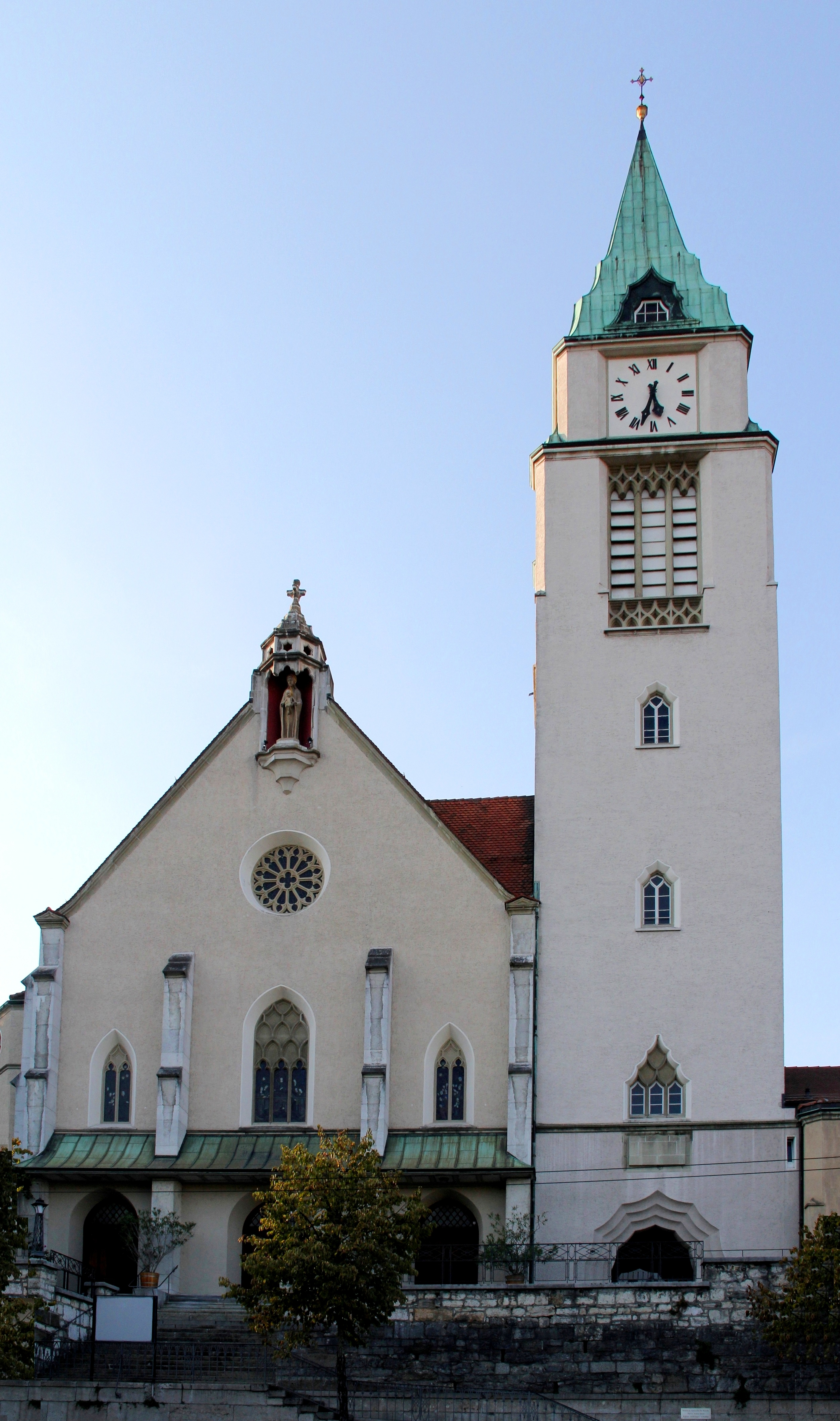
Kirche St. Maria Biel

Die Kirche St. Maria Immaculata (auch Marienkirche, frz. Sainte Marie Immaculée oder Ste-Marie) ist die älteste der drei römisch-katholischen Pfarrkirchen der Stadt Biel, Schweiz, und befindet sich an der Juravorstadt. Äusserlich nimmt die Kirche neugotische Formen auf, im Innern ist sie eine der wenigen Schweizer Kirchenbauten im Stil des Expressionismus. Der Kirchenbau besteht aus einer Oberkirche, die von Architekt Adolf Gaudy 1927–1929 erbaut wurde, und aus einer Krypta, bei der es sich um den Vorgängerbau der Kirche handelt, der 1867–1870 von Architekt Wilhelm Keller errichtet worden war. Die Marienkirche ist ein Kulturgut von nationaler Bedeutung (KGS Nr. 00773) und steht unter Denkmalschutz.

## Geschichte

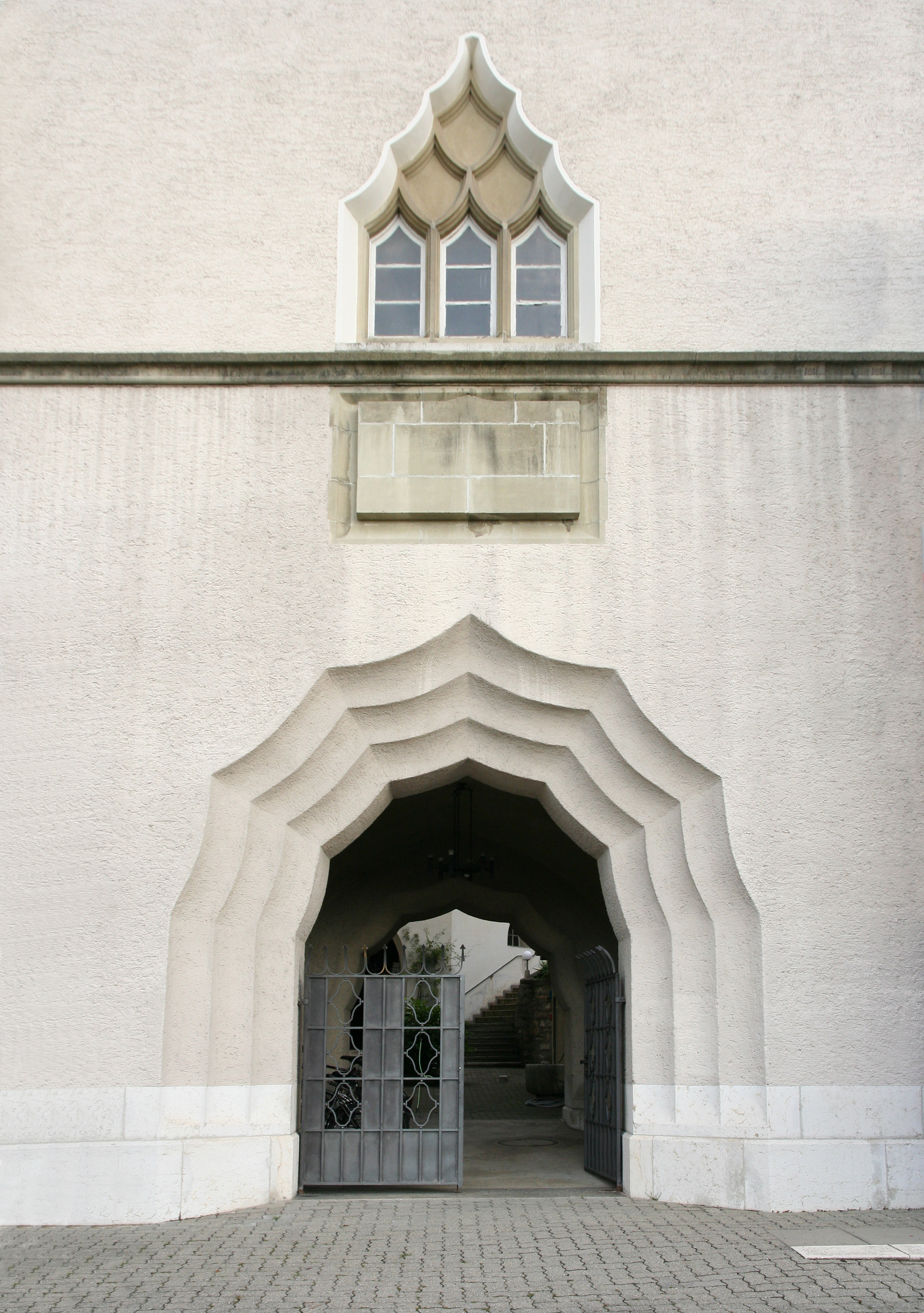
Torbogen im Stil des Expressionismus

### Gründung
Die Ansiedlung der Uhrenindustrie nach 1842 und der Eisenbahnanschluss der Stadt 1857 hatten zur Folge, dass etliche Arbeiter nach Biel und Umgebung zogen, darunter auch Katholiken aus dem nordjurassischen Kantonsteil (heute Kanton Jura) sowie aus Frankreich und Süddeutschland. Um einen katholischen Gottesdienst zu besuchen, mussten die Gläubigen nach Grenchen oder Le Landeron reisen. Eine Gruppe von Bieler Katholiken versuchte zunächst, die Erlaubnis zur Mitbenutzung der Stadtkirche zu erreichen, was aber nicht gestattet wurde. Am Weihnachtstag 1858 feierte Kanzler Duret in einer Wohnung des Hauses Kanalgasse 28 die erste Messe seit der Reformation in Biel. Nachdem die katholische Gemeinde zunächst auf privatrechtlicher Basis aufgebaut worden war, konstituierte sich 1866 die Kirchgemeinde Biel mit staatlicher Anerkennung. Obwohl keine Kirchensteuern eingezogen werden konnten und das Geld knapp war, wurde der Bau einer ersten Kirche schon bald geplant.
Obgleich die Juravorstadt einigen Katholiken als zu abgelegen schien, wurde der Bau der Kirche dennoch auf einem 1860 dort erworbenen Rebland angegangen. 1867 terrassierte man das Gelände, im April 1869 wurde der Grundstein für die Kirche gelegt und diese anschliessend vom Luzerner Architekten Wilhelm Keller errichtet. Am 11. September 1870 wurde das Gotteshaus zu Ehren der heiligen Maria Immaculata geweiht. Finanziert wurde der Kirchenbau zu einem Grossteil durch das Bistum Basel, aber auch durch Sammelaktionen der Gläubigen und durch Spenden.

### Kulturkampf
Das Unfehlbarkeitsdogma des Ersten Vatikanischen Konzils von 1870 löste unter den Bieler Katholiken einen langjährigen Zwist aus, der durch den Kulturkampf noch verschärft wurde. 1873 sagten sich die liberalen Katholiken von Biel vom romtreuen Pfarrer Jeker los, der von der Berner Regierung zusammen mit 68 weiteren romtreuen Pfarrern unter dem Vorwurf der Rebellion gegen die staatliche Obrigkeit seines Amtes enthoben wurde. Der Vater von Pfarrer Jeker hatte 1870 das Haus neben der Kirche erworben; in diesem Haus empfing Pfarrer Jeker fortan die romtreuen Gläubigen zum Gottesdienst, darunter viele Katholiken mit ausländischen Wurzeln. Die altkatholischen Gläubigen dagegen wählten am 2. November 1873 einen neuen Kirchenrat und feierten ihre Gottesdienste fortan getrennt von den romtreuen Gläubigen. Pfarrer Jeker wurde 1874 für zwei Jahre von Biel verbannt, weshalb er sich nach Le Landeron begab und von dort aus den Kontakt zu den romtreuen Gläubigen aufrechterhielt. Da die Bundesverfassung die Ausweisung von Schweizern verbietet, konnte Pfarrer Jeker wieder nach Biel zurückkehren und 1876 auf dem Areal seines Wohnhauses eine Notkirche errichten, in der er fortan mit den romtreuen Katholiken Gottesdienste feierte, während die liberalen Katholiken Biels, die sich 1875 der christkatholischen Kirche anschlossen, in der Marienkirche daneben Gottesdienste abhielten. Im Rahmen der Entschärfung des Kulturkampfs wurden die römisch-katholischen Priester 1878 amnestiert, und 1893 erkannte der Kanton Bern sowohl die christkatholische als auch die römisch-katholische Kirche als Landeskirchen an. Die römisch-katholische Kirchgemeinde Biel wurde vom Grossen Rat des Kantons Bern am 22. Februar 1898 staatlich anerkannt. Die Einwohnergemeinde Biel, die die Kirche zwischenzeitlich übernommen hatte, schlug eine paritätische Nutzung der Marienkirche vor, was aber von beiden katholischen Gemeinden abgelehnt wurde. 1903 trat die Einwohnergemeinde die Marienkirche an die römisch-katholische Kirchengemeinde ab, die im Gegenzug die christkatholische Kirchengemeinde auskaufen musste, sodass diese den Bau ihrer Epiphaniekirche angehen konnte.

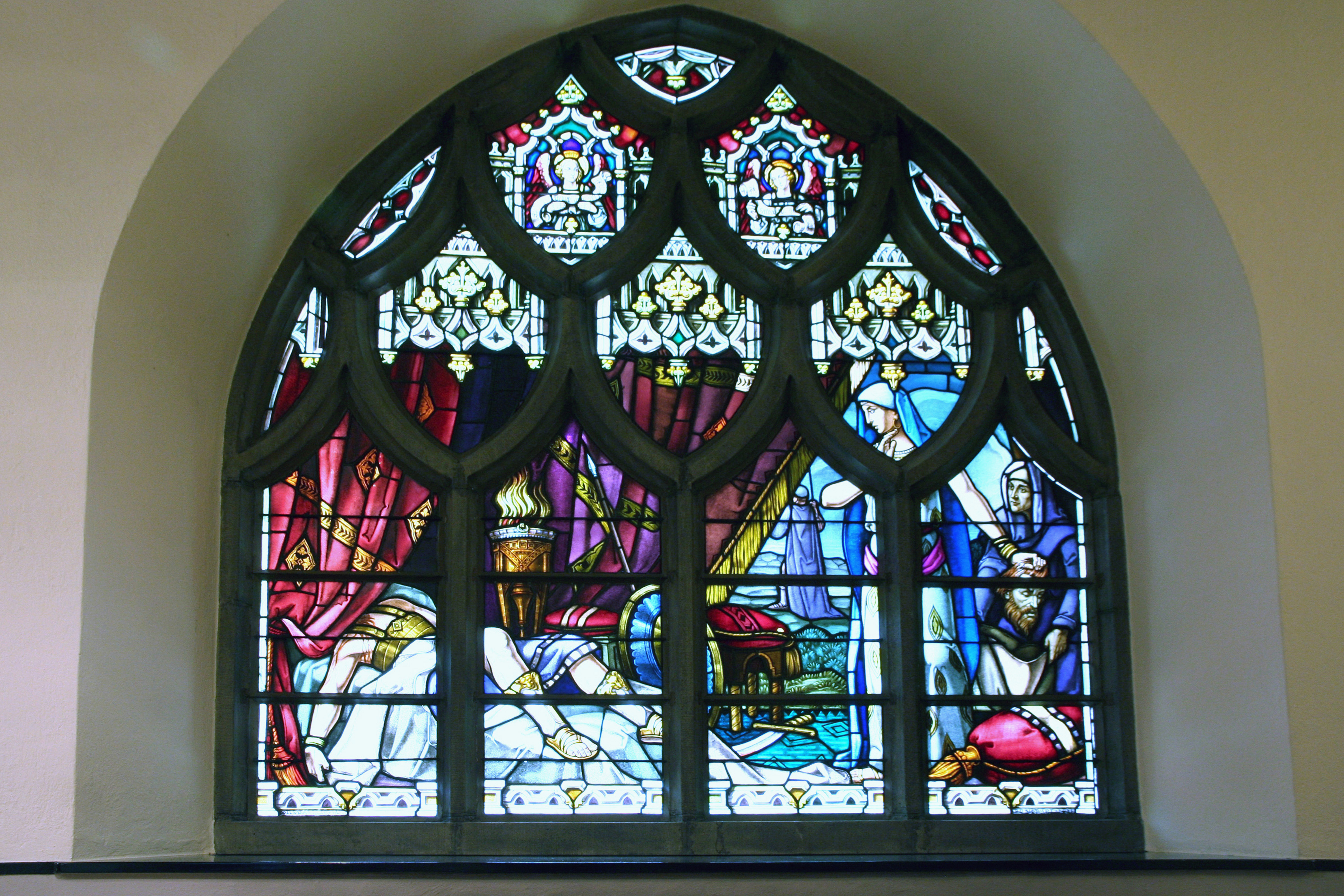
Judith und Holofernes, Glasfenster
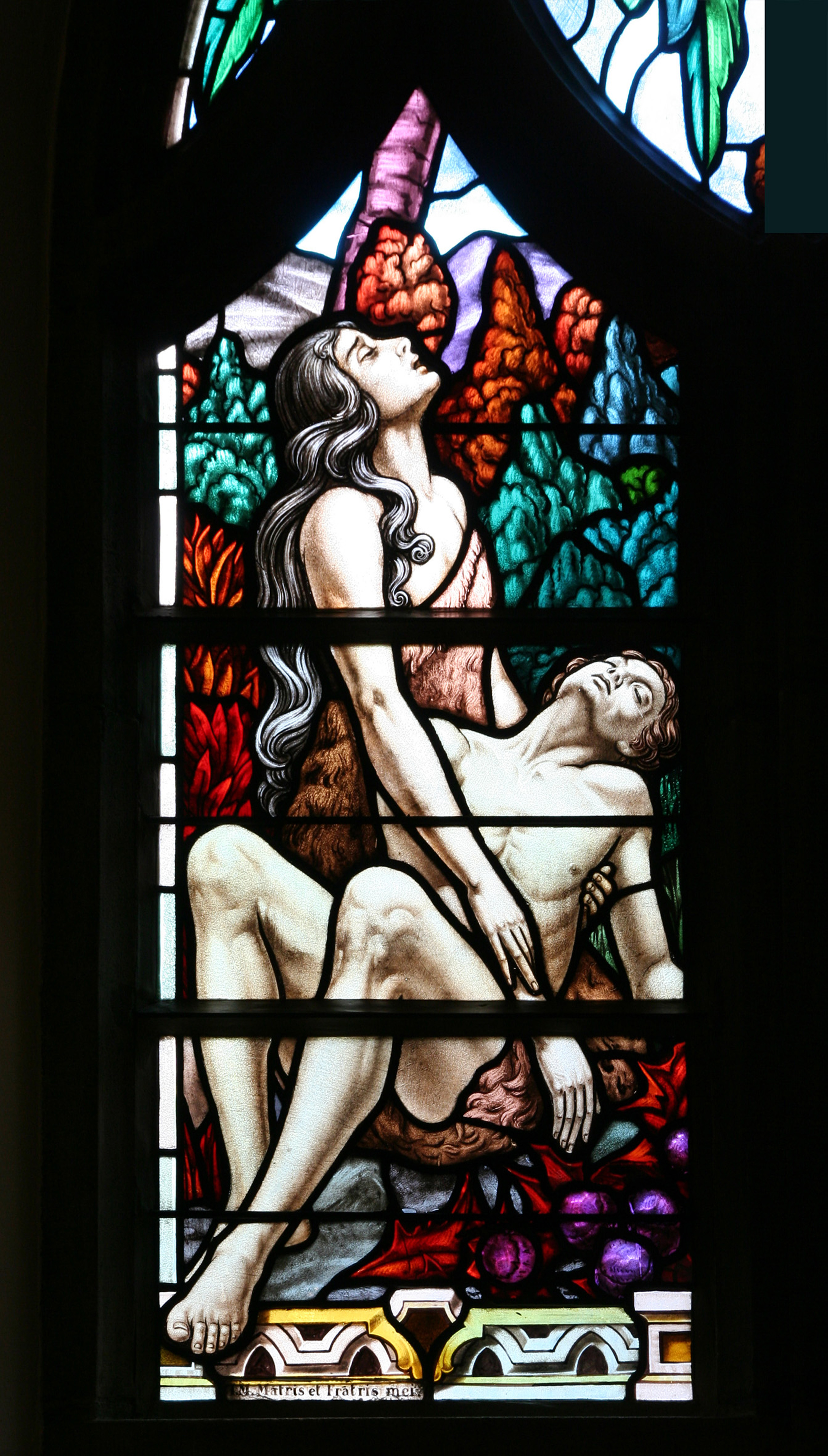
Adam und Eva, Glasfenster Krypta
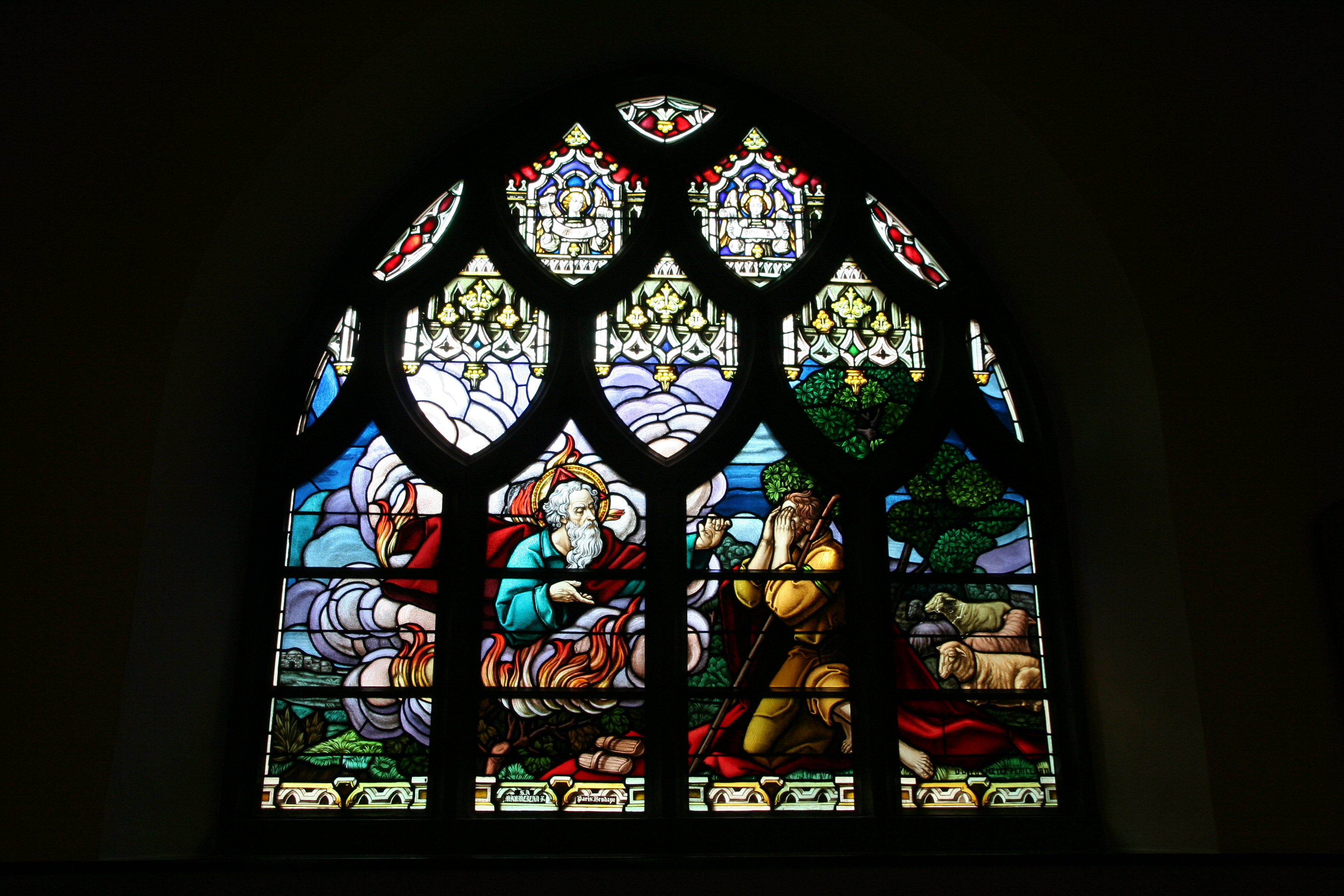
Brennender Dornbusch, Glasfenster

### Bau und Umbau der heutigen Kirche
Infolge ihres schlechten Bauzustands wurde die alte Marienkirche nicht wie zunächst geplant erweitert, sondern zur Krypta ihrer Nachfolgekirche umgebaut. Die neue Kirche, die aus Kostengründen auf die alte Kirche draufgesetzt wurde, sollte trotz ihrer Grösse mit 1000 Sitzplätzen nicht als überproportioniert wirken, weshalb sie von Architekt Adolf Gaudy in mehrere Baukörper unterteilt wurde und von der Strasse nicht sichtbar die alte Kirche in Richtung Hang überragt. 1926 begannen die Bauarbeiten, und 1927 erfolgte der Teilabbruch der alten Kirche. Die neu erstellte, zweite Marienkirche wurde am 7. April 1929 feierlich geweiht. In den folgenden Jahrzehnten ergänzte man die Ausstattung der Kirche schrittweise. 1932 war der Innenraum vollendet, 1947 erhielt der Kirchturm eine Turmuhr und ein sechsstimmiges Glockengeläut der Glockengiesserei H. Rüetschi aus Aarau mit den Schlagtönen B° – des' – es' – f' – as' – b'. Die Anpassung des Kirchenraumes an die Vorgaben des Zweiten Vatikanischen Konzils nahm Gianpeter Gaudy, der Sohn des Architekten der zweiten Marienkirche, vor. Er leitete 1978–1979 den Aufbau eines Altarbereiches im Hauptschiff der Oberkirche sowie die neue Anordnung der Sitzbänke.

## Pfarreistruktur und Tochterpfarreien
Die Pfarrei St. Maria ist wie die Stadt Biel zweisprachig und umfasst die Katholiken im Bieler Stadtgebiet vom Zentralplatz westlich Richtung Seevorstadt und östlich bis zum Ende der Solothurnstrasse. Zur Pfarrei gehören auch die Katholiken der Gemeinden Vingelz, Tüscherz-Alfermée, Twann und Ligerz; in nördlicher Richtung Evilard, Magglingen sowie die Gemeinden Orvin, Péry, La Heutte, Plagne, Vauffelin und Romont.
Aus der Pfarrei St. Maria sind im Stadtgebiet von Biel zwei Tochterpfarreien entstanden: 1958 Bruder Klaus, erbaut vom Basler Architekten Hermann Baur, und 1968 Christ-König, errichtet vom Aargauer Architekten Walter Moser.

## Baubeschreibung

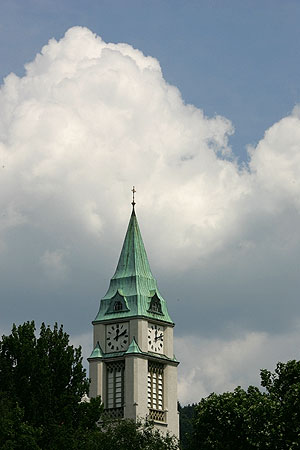
Kirchturm

### Erster Kirchenbau (1870–1927)
Die 1870 eingeweihte erste Marienkirche präsentierte sich als neogotischer Bau, dessen Mauern durch gestufte Strebepfeiler rhythmisiert waren. Der Frontturm wirkte im Vergleich zur Grösse der Kirche nicht wohlproportioniert, war aus Kostengründen aus Holz errichtet worden und erwies sich bald als instabil, weshalb er bereits 1913 abgetragen werden musste. Der Innenraum orientierte sich am Prinzip einer dreischiffigen Basilika und verfügte über 500 Sitzplätze. Über dem Portal war eine Orgelempore eingebaut, links und rechts des Chores befand sich je eine Sakristei. Aufgrund der schlechten Bausubstanz und der weiterhin wachsenden Pfarrei wurde die Kirche 1927 zum Teil abgebrochen. Architekt Adolf Gaudy liess die unteren Bereiche der alten Kirchenmauern stehen, ersetzte nach dem Entfernen des Daches die alten Pfeiler durch neue, stabile Betonpfeiler, die die massive Betonplatte tragen, welche sowohl die Decke der alten Kirche bzw. Krypta als auch die Basis der Oberkirche bildet. Von den Glasfenstern der ersten Kirche erhalten geblieben sind in der obersten Etage des Aufgangs zur Orgelempore zwei ornamentale Vierpässe und ein Medaillon der Maria Immaculata, gestaltet von Karl Wehrli nach einem Entwurf von Melchior Paul von Deschwanden.

### Heutiger Kirchenbau (ab 1929)

#### Kirchturm und Äusseres
Von aussen nimmt die Kirche von Adolf Gaudy neogotische Formen auf. Der massive Glockenturm und das monumentale Portal bestimmen die Frontansicht der Kirche. Die Seitenansicht zeigt, dass die Kirche mächtige Querschiffe besitzt. In der Vierung erhebt sich ein Kuppelraum, sodass die Kirche weniger als Wegekirche denn als Communiokirche konzipiert ist, was die Modernität des Kirchenbaus verrät. Im Giebel der Frontfassade ist eine Madonna mit Kind aufgestellt, die von Payer und Wipplinger 1927 in Kunststein gearbeitet wurde und eine Höhe von 2 Metern aufweist. Die Glocken wurden 1947 in der Giesserei H. Rüetschi, Aarau, gefertigt und erklingen in der Tonfolge B° des' es' f' as' b'.

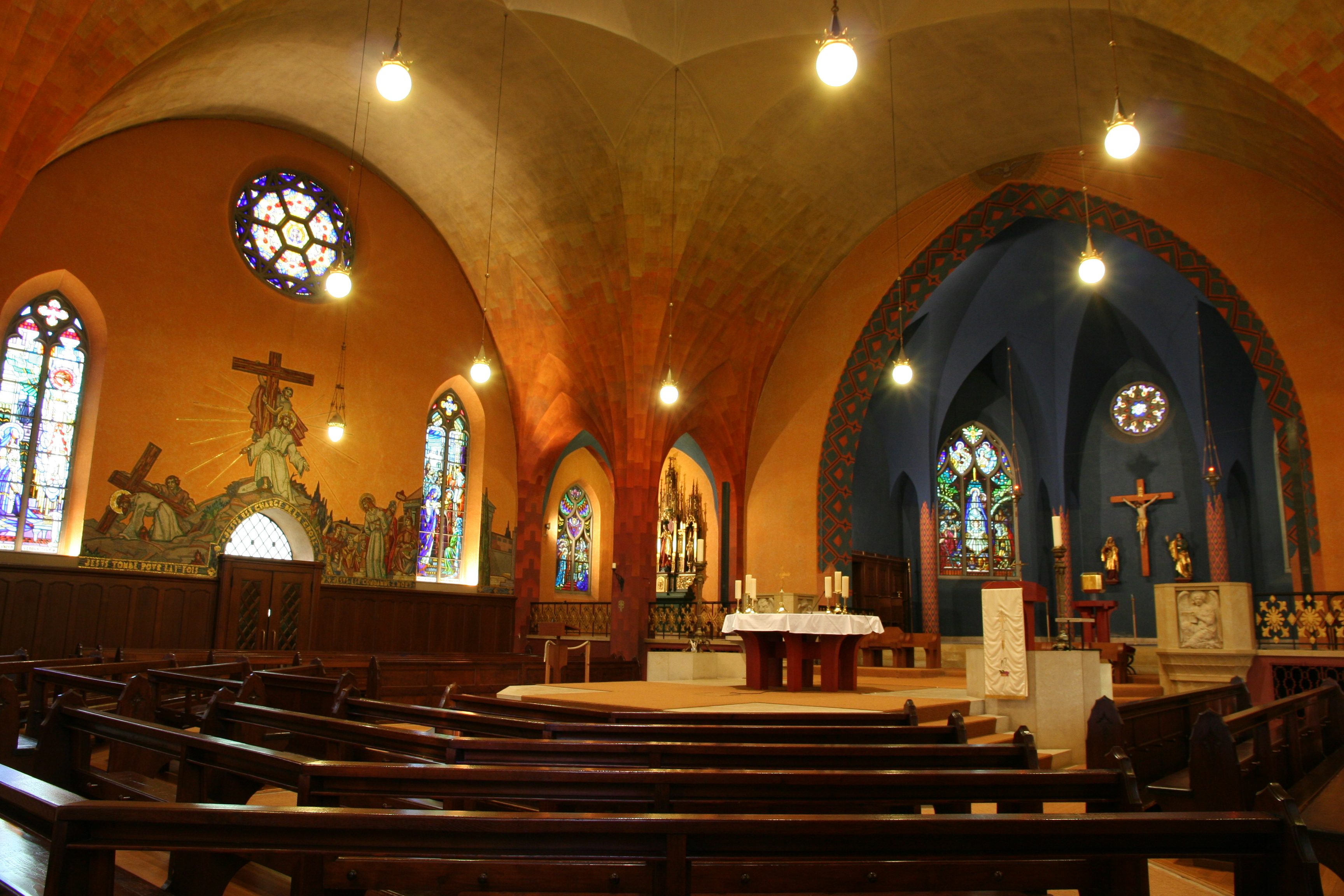
Oberkirche

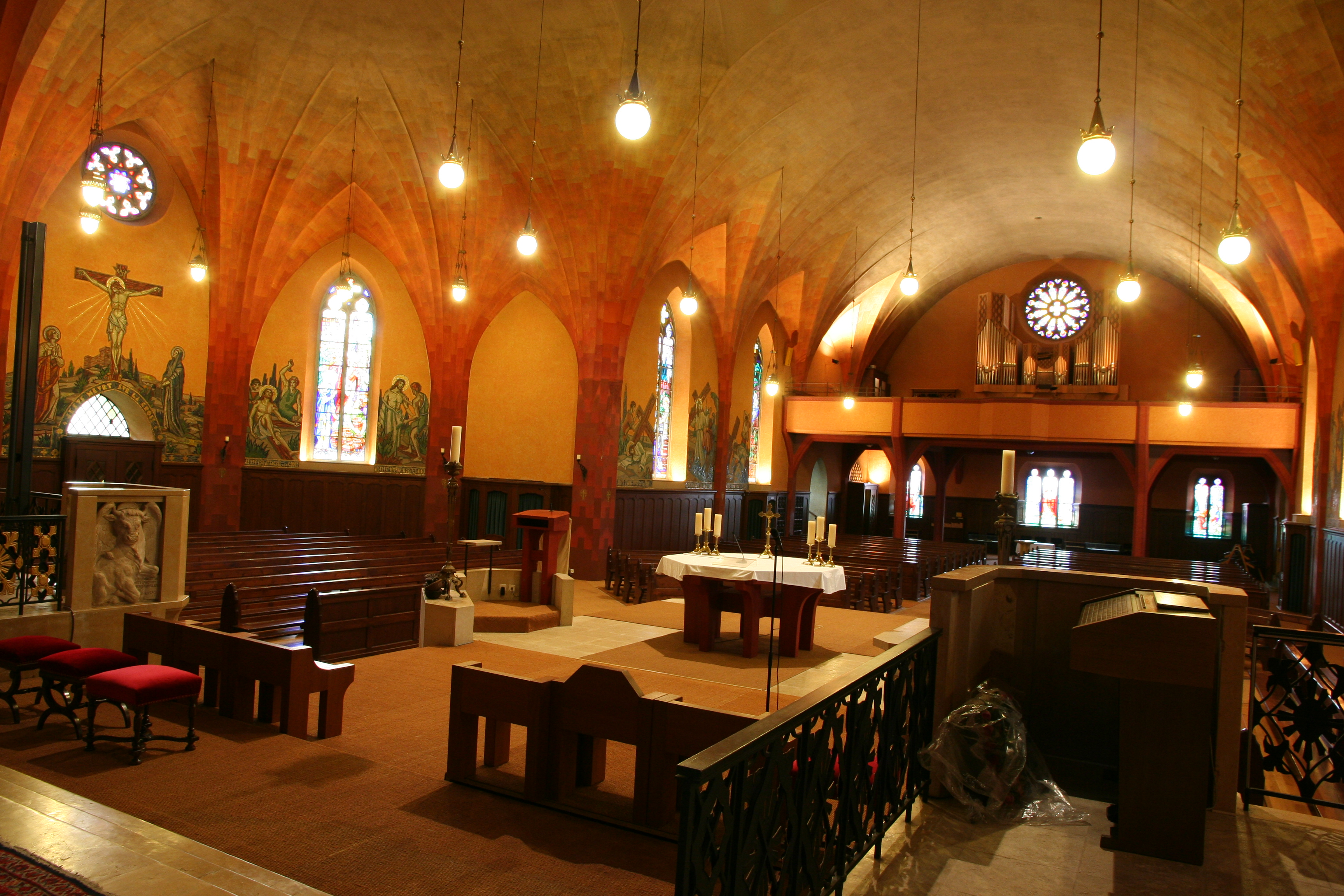
Blick zur Orgelempore

#### Innenraum und künstlerische Ausstattung
Adolf Gaudy gestaltete die Oberkirche im Stil des sakralen Expressionismus. Eine Metallkonstruktion, die im Dachstuhl der Kirche eingebaut ist und sowohl die Last des Daches von oben als auch das Gewicht der Kirchendecke von unten trägt, erlaubte die Gestaltung des Gewölbes der Oberkirche als stützenfreien Raum mit der Spannweite sowohl im Längs- als auch im Querschiff von je 30 Metern. Das Gewölbe ist geometrisch konstruiert und erinnert in seiner Gestaltung an gotische, barocke und orientalische Vorbilder. Der Bieler Dekorationsmaler Eduard Müller schuf das Farbkonzept, das von Ziegelrot über Orange, Gelb bis zu Hellgrau reicht, wobei die Farbtöne gegen die Gewölbescheitel und die Laterne immer heller werden. Der Chor ist dagegen in Ultramarinblau gehalten, wodurch die Glasfenster, die wegen der Hanglage wenig Licht erhalten, aufgewertet werden. Zur ursprünglichen Ausstattung der Oberkirche zählen die Heiliggeisttaube in der Laterne, die Luigi Pezzei 1928 fertigte, die Seitenaltäre von Joseph Conrad Martiner mit der Maria Immaculata (links) und dem hl. Josef (rechts). An der Rückwand des Chors befindet sich eine Kreuzigungsgruppe, die vor der Neugestaltung der 1970er-Jahre am Altarschrein angebracht war. Die Reliefs der Evangelistensymbole an der Chorschranke schuf Karl Hänny. Dass es zwei Ambos gibt, verweist auf die Zweisprachigkeit der Pfarrei. Im Rahmen der Anpassung an die Vorgaben des Zweiten Vatikanums schuf Architekt Gianpeter Gaudy das Podium in der Vierung mit dem Volksaltar und dem Ambo; ergänzt wird die Ausstattung durch den Tabernakel im Chor.
Die Glasmalereien in der Krypta und in der Oberkirche stammen samt den Mosaiken von der Manufaktur Mauméjean aus Paris. In der Oberkirche wird das Leben der Muttergottes Maria und von Jesus Christus erzählt. Die 17 sattfarbenen Fenster aus dem Jahr 1930 zählen zu den umfangreichsten Zyklen der Manufaktur Mauméjean. Als Gegensatz dazu sind die Mosaiken des Kreuzwegs aus dem Jahr 1932 monochrom gehalten.

### Krypta

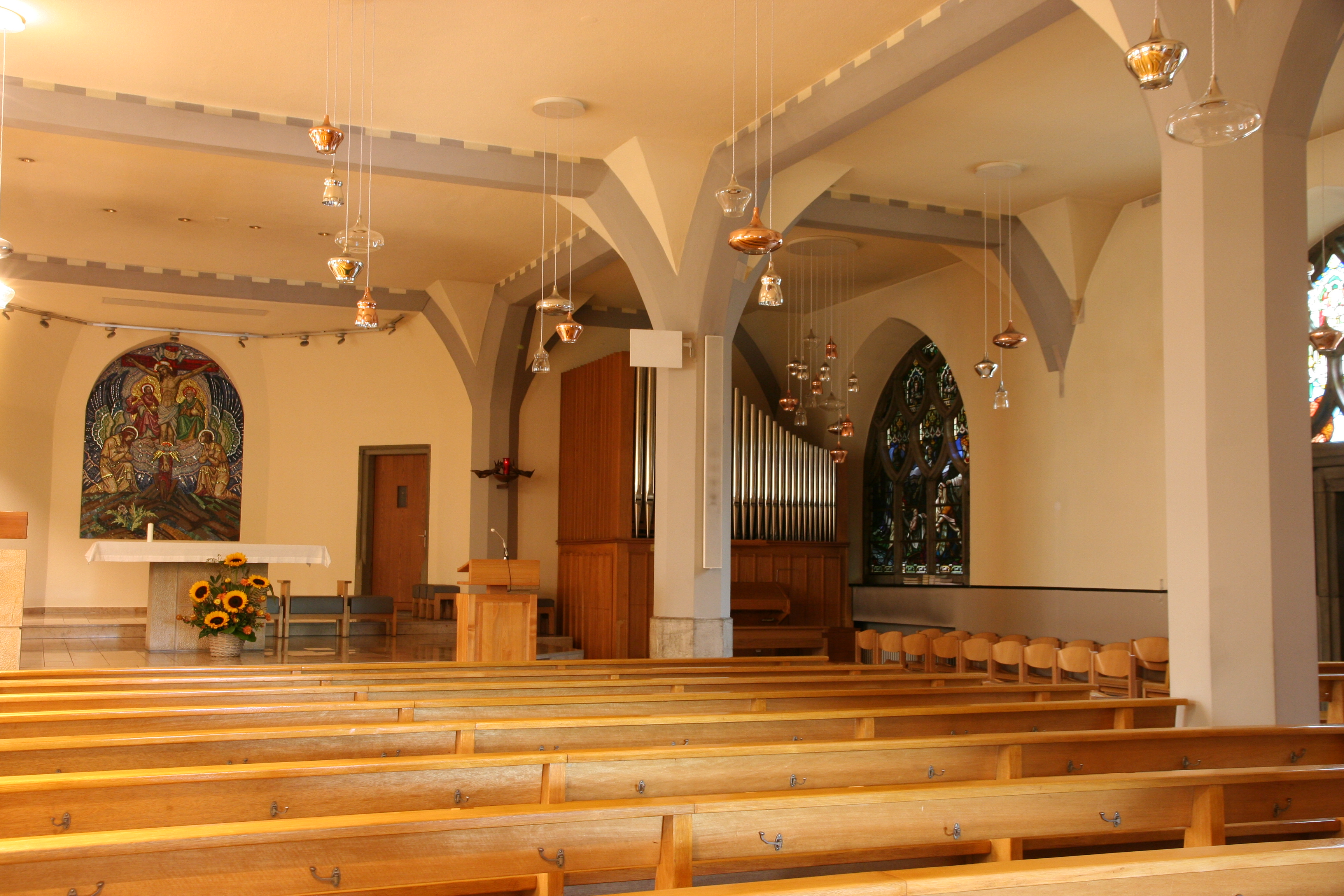
Krypta

Weil die erste Marienkirche von 1870 als Krypta nicht mehr die volle Länge der ursprünglichen ersten Kirche besitzen musste, trennte Adolf Gaudy die hinteren zwei Joche der alten Kirche ab, um daraus die Eingangshalle der neuen Kirche zu machen. Die Decke wurde auf eine Höhe von 5 Metern begrenzt, damit das ganze Gebäude nicht zu hoch wirkt und die Krypta als intimer Sakralraum für kleinere Gottesdienste und das persönliche Gebet erscheint. Der Taufstein der Krypta war in der Landesausstellung 1914 in Bern in der dortigen Musterkirche aufgestellt, wurde dann von der Pfarrei St. Maria Biel erworben und 1930 mit seinem heutigen Deckel ausgestattet. Die Glasfenster der Krypta zeigen alttestamentliche Szenen und wurden von der Manufaktur Mauméjean aus Paris 1930 gefertigt. Das Altarbild stammt aus dem Jahr 1932 und stellt Engel dar, die das Kruzifix und die Trinität verehren.

## Orgeln

### Orgel der Oberkirche

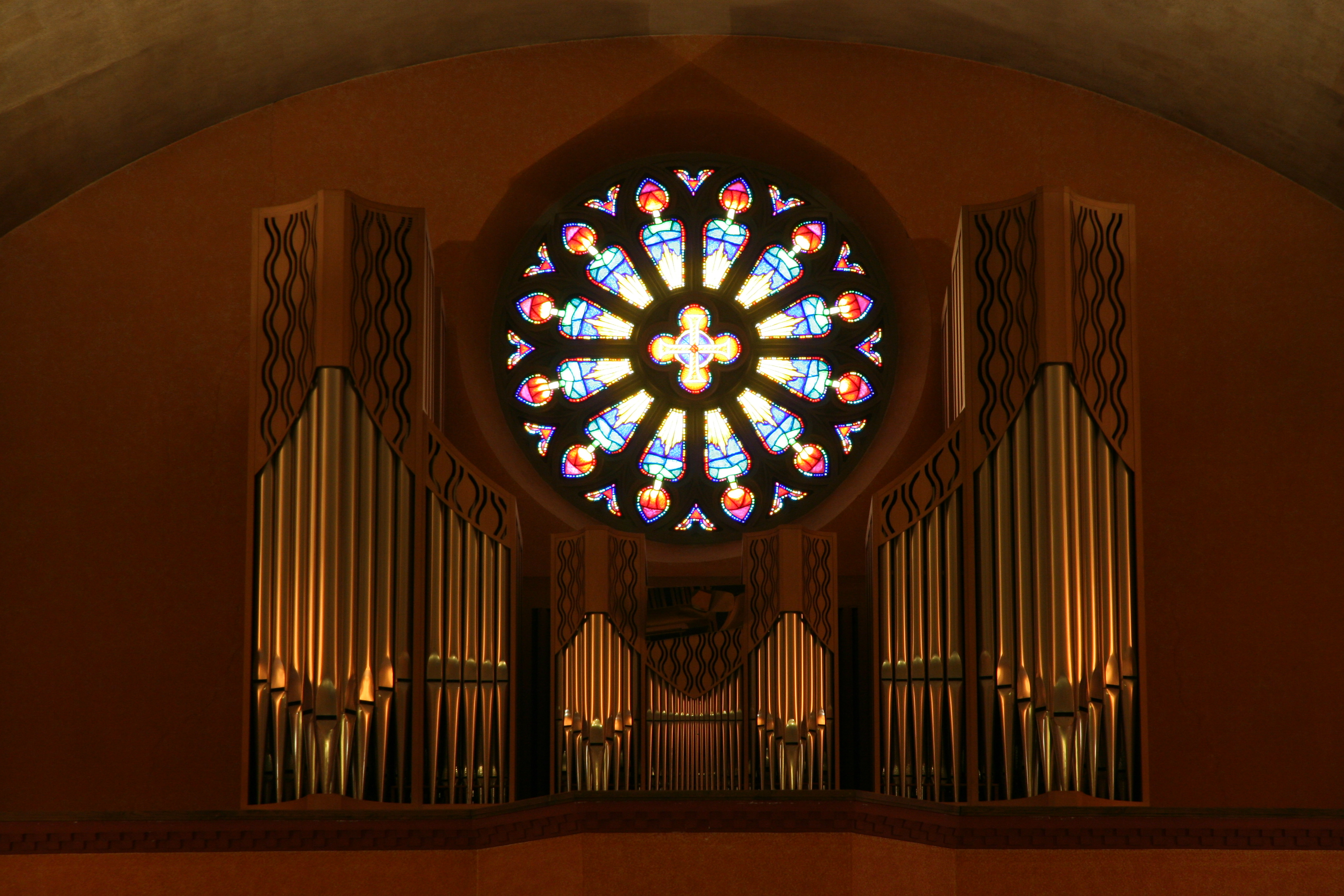
Kuhn-Orgel von 1979

Ihre erste Orgel hatte die Oberkirche von der Firma Kuhn im Jahr 1908 erhalten. 1947 wurde dieses Instrument durch ein zweites von der gleichen Firma mit 24 Registern ersetzt. Die heutige Orgel stammt aus dem Jahr 1979, ebenfalls von Orgelbau Kuhn.
| I Hauptwerk C–g3 |        |
| Bourdon          | 16′    |
| Prinzipal        | 8′     |
| Rohrflöte        | 8′     |
| Viola di Gamba   | 8′     |
| Octave           | 4′     |
| Spitzflöte       | 4′     |
| Quinte           | 2 ⁄3′  |
| Superoctave      | 2′     |
| Terz             | 1 3⁄5′ |
| Mixtur IV        | 1 ⁄3′  |
| Trompete         | 8′     |

| II Schwellwerk C–g3 |       |
| Gedeckt             | 8′    |
| Quintatön           | 8′    |
| Prinzipal           | 4′    |
| Gedecktflöte        | 4′    |
| Waldflöte           | 2′    |
| Quinte              | 1 ⁄3′ |
| Scharf III          | 1′    |
| Krummhorn           | 8′    |

| Pedal C–f1 |     |
| Subbass    | 16′ |
| Octavbass  | 8′  |
| Gemshorn   | 8′  |
| Choralbass | 4′  |
| Blockflöte | 2′  |
| Fagott     | 16′ |

- Koppeln: II/I, I/P, II/P

### Orgeln der Krypta

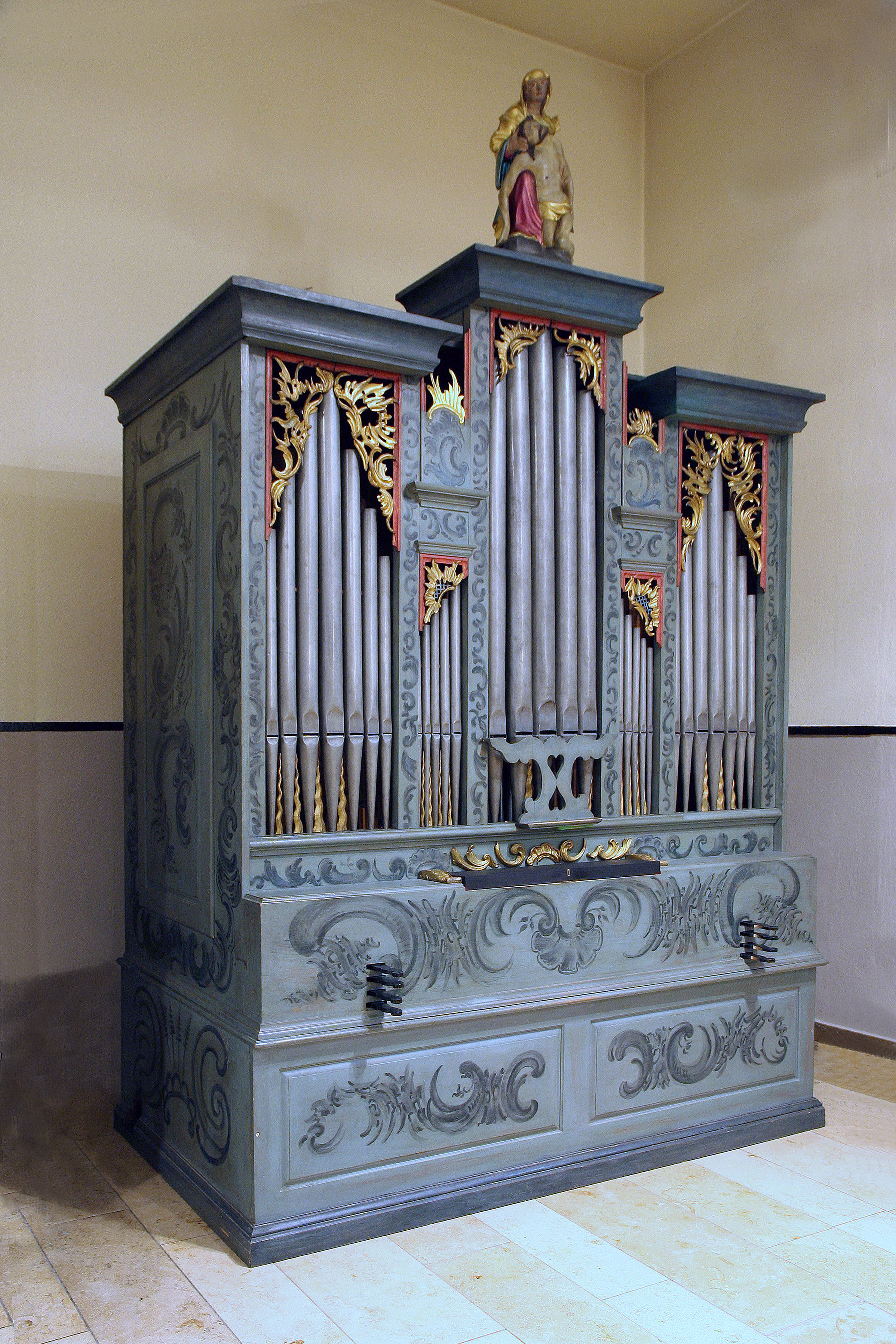
Looser-Orgel von 1770

Die ältere der beiden Orgeln stammt aus dem Jahr 1770 und wurde von Wendelin Looser gebaut. Sie stand zunächst in der evangelischen Kirche von Wildhaus. 1973 wurde sie von Kuhn Orgelbau restauriert und nach einigen Zwischenstationen 2012 durch Orgelbau Emmenegger, Nenzlingen, in der Krypta der Kirche St. Maria aufgestellt. Die jüngere der beiden Orgeln ist ein Instrument der Firma Metzler und besitzt 12 Register. Sie wurde 1953 für die Kirche in Biel-Bözingen erbaut und gelangte 2016 nach einer Revision durch Orgelbau Emmenegger, Nenzlingen, in die Krypta von St. Maria.

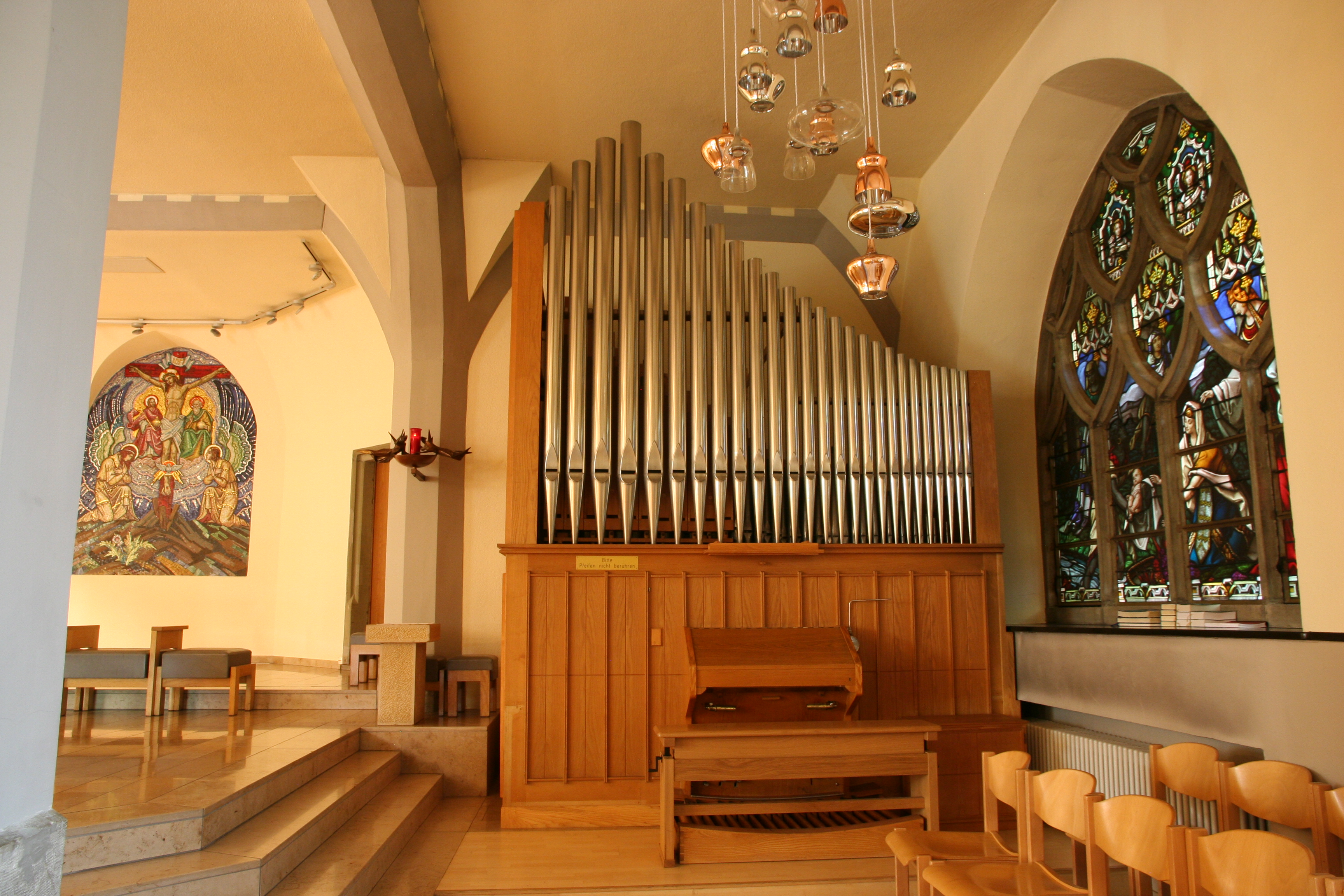
Metzler-Orgel von 1953

| Disposition der Looser-Orgel von 1770: |       |
| \| I Manual C–g3 \| \| \| Coppel \| 8′ \| \| Dolce \| 8′ \| \| Flöte \| 4′ \| \| Prinzipal \| 4′ \| \| Octave \| 2′ \| \| Quinte \| 1 ⁄3′ \| \| Superoktave \| 1′ \| \| Cymbel I \| 1⁄2′ \| |       |
| I Manual C–g3 |       |
| Coppel | 8′    |
| Dolce | 8′    |
| Flöte | 4′    |
| Prinzipal | 4′    |
| Octave | 2′    |
| Quinte | 1 ⁄3′ |
| Superoktave | 1′    |
| Cymbel I | 1⁄2′  |

| I Manual C–g3 |       |
| Prinzipal     | 8′    |
| Rohrflöte     | 8′    |
| Offenflöte    | 4′    |
| Oktave        | 2′    |
| Mixtur        | 1 ⁄3′ |

| II Manual C–g3 |       |
| Gedeckt        | 8′    |
| Prinzipal      | 4′    |
| Blockflöte     | 4′    |
| Quinte         | 2 ⁄3′ |
| Flageolet      | 2′    |

| Pedal C–f1 |     |
| Subbass    | 16′ |
| Bourdon    | 8′  |

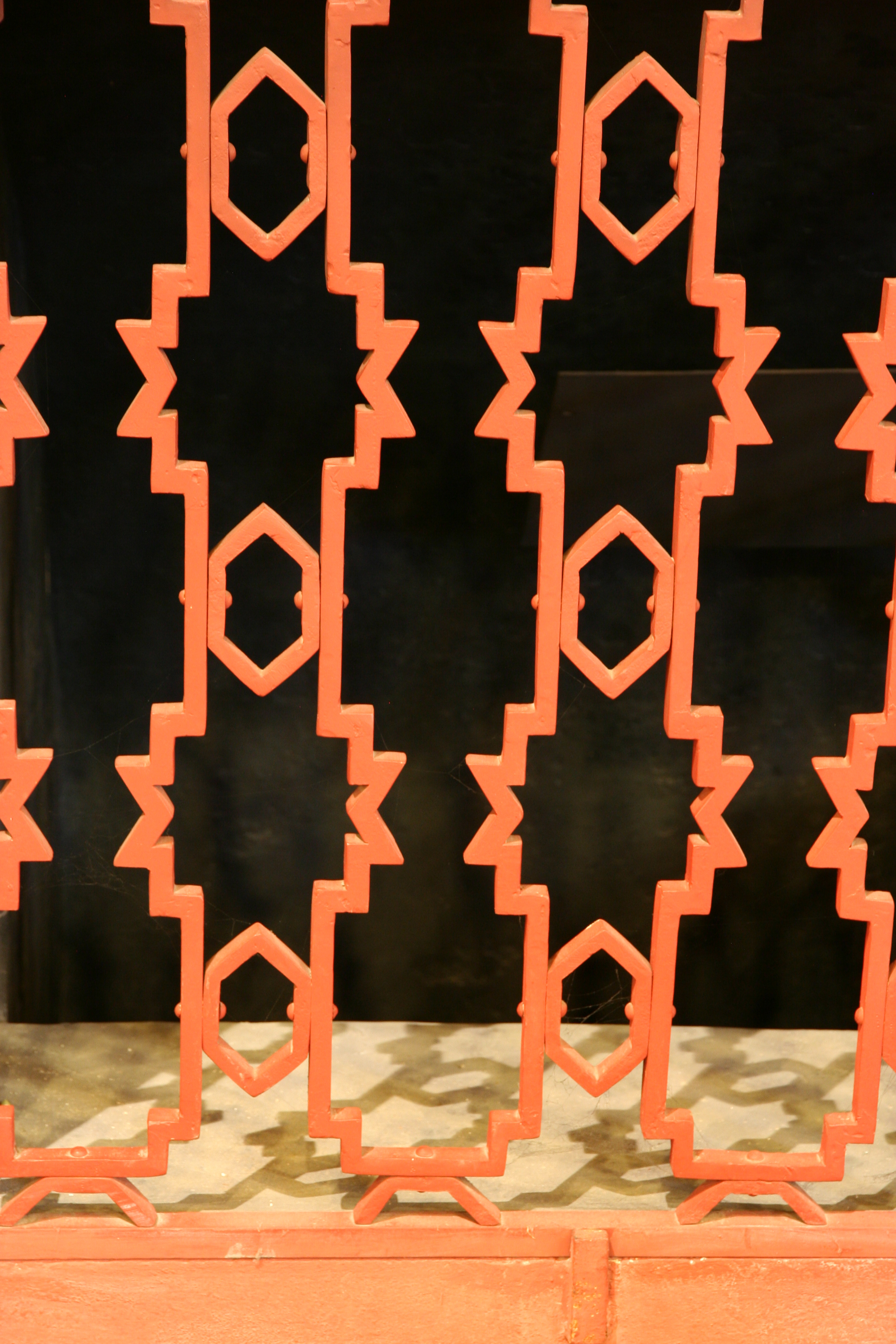
Chorgitter
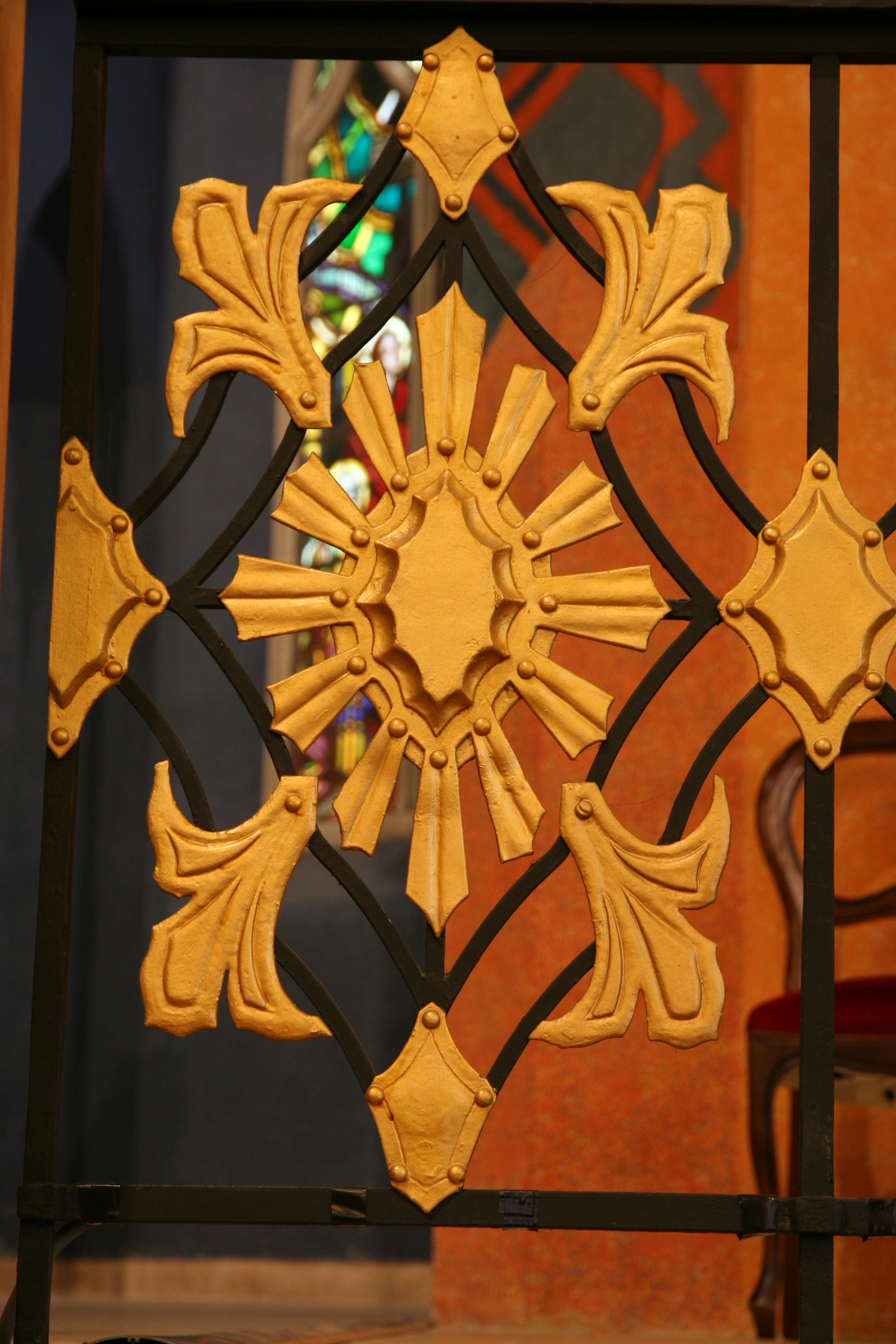
Chorgitter, Detail
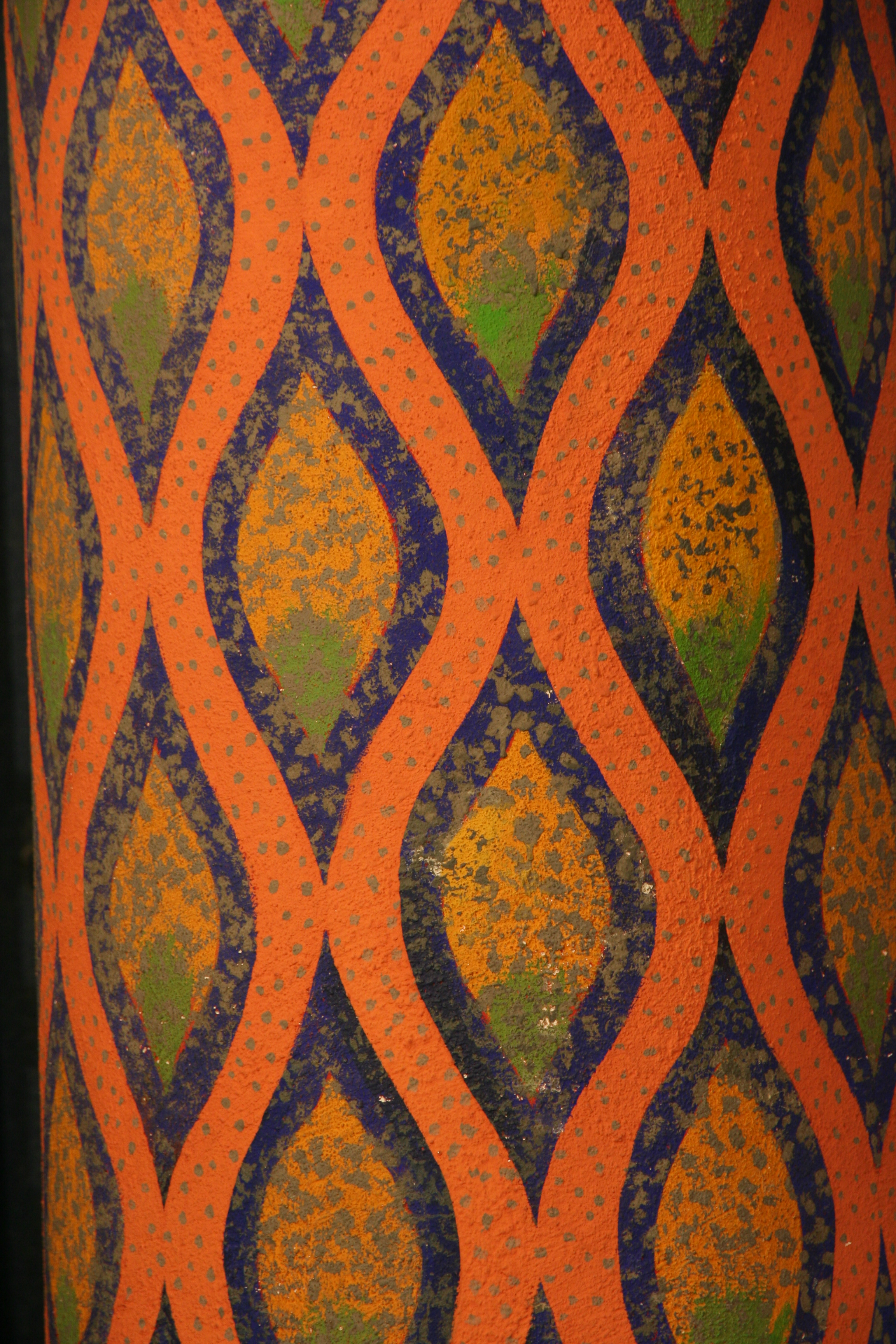
Bemalung, Detail